# Coccothrinax munizii
Coccothrinax munizii là loài thực vật có hoa thuộc họ Arecaceae. Loài này được Borhidi mô tả khoa học đầu tiên năm 1971.